# اضطراب الكلام
اضطراب الكلام هو نوعٌ من اضطرابات التواصل حيث تحدث مشكلةٌ في الكلام الطبيعي. قد ترتبط أيضًا مع اضطرابات الطلاقة في الكلام، وتشمل التلعثم والتلعثم السريع واللثغة. الشخص الذي لا يستطيع التحدث بسبب اضطرابٍ في الكلام يُعتبر أبكم. مهارات الكلام ضروريةٌ للعلاقات الاجتماعية والتعلم، ويمكن أن تؤثر التأخيرات أو الاضطرابات المتعلقة بتطوير هذه المهارات على وظائف الأفراد. بالنسبة للعديد من الأطفال والمراهقين، يمكن أن يظهر هذا على شكل مشكلاتٍ في أثناء مرحلة الدراسة. تؤثر اضطرابات الكلام على ما يقرب من 11.5% من سكان الولايات المتحدة، و5% من رواد المدارس الابتدائية. الكلام عملية معقدة تتطلب توقيتًا دقيقًا، وتحكمًا في الأعصاب والعضلات، ونتيجةً لذلك تكون عرضة للإعاقات. قد يُعاني الشخص المصاب بسكتة دماغية أو حادث أو عيب خلقي من مشاكل في الكلام واللغة.